# 唐丕光
唐丕光（1912年—1950年11月22日），原名唐义培，黑龙江省依安县依龙镇人，中国人民解放军第六十八军第202师副师长。

## 生平
出生于龙江道垦牧公司农民家庭。祖父唐思恭，父唐锡三，世代务农，家境富裕。丕光行四。1922年入唐家主办私学馆。1929年3月考入依安师范讲习所。1931年毕业后回家自修数学、自然等课，并求师辅导，准备到齐齐哈尔继续求学深造。九一八事变后，1934年8月离开家乡辗转到达北平。经介绍入北平东北中学就读，因学校经费不足，只能居家自学。1935年夏考入中央陆军军官学校，编入第12期学生总队步兵2队。1938年1月20日，第12期学员在武汉提前毕业。停留待分配期间，得知东北军第五十三军副军长黃顯聲和张学思在河南省郾城第五十一军留守处举办东北人民抗日先锋队干部训练班，赶赴入学仅两周，黄显声在汉口被国民党逮捕，张学思被迫去香港，训练班停办。1938年3月14日，与中央军官学校同期的朱军(当时化名田量，解放战争时期任黑龙江军区参谋处长、独立第九师第一团政委、建国后任军委民航局场站处副处长、军委防空司令部作战处副处长。1955年起历任华北防空司令部作战处长、沈阳防空军歼击机指挥部参谋长、沈阳军区空军司令部参谋长助理兼指挥所所长、空三军副参谋长兼指挥所长等职。1963年空军后勤部修建部副军级副部长)、王辛（1964年任沈阳警备区司令员）、张现实、陈建中、韩振声5名同学及后结识进步青年李明、罗文（解放军开国少将，当时为安吴堡青训班派遣至郾城训练班任军事教员）、卢兴国（开国中校，转业后任贵州省水利厅副厅长、贵州省物资局局长）、冯世潭共10人决心投奔延安，由罗文带队，从郾城出发，3月18日到达西安。八路军西安办事处熊静（建国后改名熊天荆，民政部顾问）请示周恩来批准安排这批青年赴延安。3月23日从西安出发，步行9天350余公里，3月31日抵达延安。军校6名同学被编入中国人民抗日军事政治大学四期二大队直属区队（高级军事队），朱军、卢兴国等4人编入抗大四期第四大队十四中队。1938年8月毕业，留校任区队军事教员。1938年10月加入中国共产党。1938年11月，6名军校同学编入抗大东北干部队，赴前线的八路军晋察冀军区司令部工作。后任晋察冀军区司令部教育科列队股股长，后兼任抗大二分校教务处长、1944年任抗大二分校冀中总队（总队长杨成武兼、副政委宫呈祥（建国后任华北军区司令部直属政治部主任、国家外贸部政治部主任），政治部主任刘文华）副总队长。后任冀中第8军分区（司令员贾士珍，政委周彪，政治部主任谢继友）参谋长。
解放战争时期，1946年3月冀中军区组建独立第14旅，1946年7月改称冀中军区独立第七旅，1947年12月改编为六纵第16旅。旅长萧新槐/廖鼎祥，政委马泽迎/李斌，副旅长干炎林（1955年任防空军高炮104师师长、开国大校）/唐丕光，副政治委员甘春雷/李彬，参谋长唐丕光，政治部主任甘春雷兼/张宗胜。1947年11月石家庄战役中，率部攻打外围元氏县城，胸部中弹负伤。后任副旅长兼参谋长。1949年2月任第六十八军第202师副师长兼参谋长。1949年太原战役率部攻飞机场，腰部中弹负伤。
1950年率部在归绥剿匪，被冷枪击中胸部负伤致命伤。1950年夏率部修水库，工地塌方腰被砸伤。住院治疗期间，因多次负重伤，伤势复发恶化病逝。被认定为革命烈士，京津卫戌司令员杨成武参加追悼会并致悼词，骨灰安放在北京西郊人民公墓（今北京八宝山革命烈士公墓）。

## 家人
- 妻子李国艳
- 女儿唐文娟，1934年5月生。